# Verwaltungsgemeinschaft Heimenkirch
Die Verwaltungsgemeinschaft Heimenkirch im schwäbischen Landkreis Lindau (Bodensee) wurde im Zuge der Gemeindegebietsreform am 1. Mai 1978 gegründet und zum 1. Januar 1980 bereits wieder aufgelöst.
Ihr gehörten die Marktgemeinde Heimenkirch sowie die Gemeinden Hergatz und Opfenbach an, die seither Einheitsgemeinden mit eigener Verwaltung sind.
Sitz der Verwaltungsgemeinschaft war Heimenkirch.